# We Were Dancing
We Were Dancing is een Amerikaanse film uit 1942 onder regie van Robert Z. Leonard. De film is gebaseerd op het toneelstuk Tonight at 8:30 van Noël Coward.

## Verhaal
De Poolse prinses Victoria Anastasia 'Vicki' Wilomirska organiseert een feest om haar aanstaande bruiloft met de rijke advocaat Hubert Tyler te vieren. Hier danst ze met de uit Wenen afkomstige baron Nicholas 'Nikki' Prax, een aristocraat waar ze verliefd op wordt. Hoewel hij zeker niet uit de hogere klasse komt, is ze vastberaden met hem te trouwen. Ze gaan stiekem naar New York voor een bruiloft en zweren het huwelijk geheim te houden. Ze is niet blij met de aanwezigheid van Linda Wayne, Nikki's vorige vriendin.
Wanneer Linda Nikki en Vicki in één bed ziet liggen, onthult ze hun geheim. Ze worden verstoten door hun vrienden en niemand wil Nikki nog uitnodigen als gast op hun feest, omdat hij reeds een getrouwde man is. Een jaar lang teren ze op andermans geld, totdat Nikki besluit dat het genoeg is geweest. Op weg naar New York om een baan te vinden, komt hij een oude vriend tegen en gaat met hem naar een feest. Vicki is erg bezorgd, omdat ze weet dat Linda er ook zal zijn. Ze is haar leven met Nikki zat en vraagt Hubert of hij de scheiding voor haar wil regelen.
Er volgt een rechtszaak waar Vicki er niet goed voor staat. De rechter blijkt namelijk een vrouw te zijn, die erg onder de indruk is van Nikki's charmes. Nikki maakt duidelijk dat hij nog ontzettend veel van haar houdt, maar Vicki is vastberaden de scheiding door te zetten. Na de scheiding brengt Nikki zes maanden in Zuid-Amerika door en wordt eenmaal terug in New York met open armen ontvangen door Linda. Als hij krijgt te horen dat Vicki op het punt staat te trouwen met Hubert, zoekt hij haar op. Hij vertelt haar dat hij een baan heeft gekregen in Hollywood en daarom binnenkort naar het westen zal verhuizen.
Nikki geeft toe dat hij nog steeds houdt van Vicki, maar zij antwoordt dat het te laat is en vertrekt. Op de avond voor haar huwelijk ontmoeten ze elkaar nog een keer. Nikki overtuigt haar met hem voor de laatste keer te dansen en zoent haar. Ook Vicki beseft dat ze nog steeds van hem houdt en verlaat Hubert om met hem te vestigen in een klein huisje in Hollywood, waar ze nog lang en gelukkig leven.

## Rolbezetting
| Acteur         | Personage                                                    | Foto |
| -------------- | ------------------------------------------------------------ | ---- |
| Norma Shearer  | Victoria Anastasia 'Vicki' Wilomirska                        |      |
| Melvyn Douglas | Nicholas Eugen August Wolfgang 'Nikki' Prax, aka Mr. Manescu |      |
| Gail Patrick   | Linda Wayne                                                  |      |
| Lee Bowman     | Hubert Tyler                                                 |      |
| Marjorie Main  | Rechter Sidney Hawkes                                        |      |
| Reginald Owen  | Burgemeester Berty Tyler-Blane                               |      |
| Alan Mowbray   | Hertog Basil                                                 |      |

## Achtergrond
Het toneelstuk van Noël Coward waar de film op is gebaseerd, werd in 1936 voor het eerst opgevoerd. Actrice Norma Shearer was een liefhebber van zijn werk en sloeg de hoofdrol in Mrs. Miniver (1942) af om in een van de verfilmingen van zijn toneelstukken te spelen. De rechten van het toneelstuk werd in april 1941 gekocht door Metro-Goldwyn-Mayer. Shearer was al een jaar lang niet meer in films te zien en hoopte hiermee een succesvolle comeback te maken. De film werd echter een grote flop. Ze zou nog in één film verschijnen voordat ze met pensioen ging. Volgens verschillende bronnen, waaronder haar collega's in de film, faalde Shearer erin een comeback te maken omdat ze te geobsedeerd was met het verlangen er zo jong mogelijk uit te zien. Medespeler Lee Bowman vertelde dat ze op de set altijd zenuwachtig was over hoe ze eruitzag.
De pers sprak genadeloos over het eindresultaat. Time noemde het een gênante en gedateerde film. Het dagblad The New York Times schreef negatief over het verhaal, maar gaf lof aan de hoofdrolspelers. Volgens de Variety was het geen geschikt moment om films van deze gènre uit te brengen, omdat de wereld destijds erg betrokken was bij de Tweede Wereldoorlog.